# Estanislao Pérez Pita
Estanislao Pérez Pita (Madrid 23 de mayo de 1943 - Madrid 12 de octubre de 1999) fue un arquitecto español.

## Biografía
Nacido en Madrid, obtuvo el título de Arquitecto en la Escuela Superior de Madrid en 1969 y, en sus inicios, trabajó con José Antonio Corrales en Madrid (1968-1969) y con «Davies and Brody» en Nueva York (1970–1971). Desde 1973 y hasta su muerte, trabajó en Madrid en sociedad con el arquitecto Jerónimo Junquera. En los años 1977-1980 dirigió la revista Arquitectura de Madrid. Desde 1986 hizo compatible su labor profesional con la de profesor en la Escuela de Arquitectura de Madrid y como crítico de Arquitectura en el diario El País, para el que trabajó entre 1986 y 1988.
Su obra ha sido expuesta, entre otros lugares, en la Bienal de París (1985–1986), en el Centro Georges Pompidou, Burdeos, Ámsterdam, Milán y Chicago.

## Galardones
- Premio Ayuntamiento de Madrid 1986, por la obra de rehabilitación de la sede Ortega y Gasset
- Premio Nacional de Arquitectura 1994, por la rehabilitación de la Biblioteca Nacional de España
- Premio Nacional de Arquitectura Deportiva 1997, por el Centro de Alto Rendimiento Deportivo de Sierra Nevada, Granada.

## Obras
Entre sus obras en la capital de España pueden citarse las viviendas de Palomeras de 1979 y las de Carabanchel de 1981, enclavadas en barrios populares de Madrid; el edificio de Red Eléctrica de España en 1992; los Nuevos Recintos Feriales de Madrid de 1988; la reforma de la Biblioteca Nacional de España, desde 1984, y otros trabajos de rehabilitación como la Fundación Ortega y la Residencia de Estudiantes. Una de sus últimas obras fue el edificio de las oficinas centrales de Caja Madrid en Las Rozas. También pueden anotarse el Centro de Alto Rendimiento Deportivo de Sierra Nevada, en Granada, y el Centro de alto rendimiento y escuela de vela de Santander.
| Año       | Obra                                                                               | Ciudad    | Otros datos                                                        |
| --------- | ---------------------------------------------------------------------------------- | --------- | ------------------------------------------------------------------ |
| 1982      | Viviendas en Palomeras Sureste, Vallecas                                           | Madrid    | 125.000 m²                                                         |
| 1983      | Trama noreste y Avenida de la Ilustración                                          | Madrid    | -                                                                  |
| 1985      | Concurso internacional de ideas para la ordenación de la Expo 92                   | Sevilla   | 021.500 m². Obteniendo la Medalla de Oro                           |
| 1985      | Fundación José Ortega y Gasset                                                     | Madrid    | -                                                                  |
| 1986      | Biblioteca Pública Manuel Alvar                                                    | Madrid    | 007.500m2                                                          |
| 1987      | Recintos Feriales de Madrid. Parque Ferial de Juan Carlos I. Campo de las Naciones | Madrid    | 150.000m2                                                          |
| 1987      | Central telefónica                                                                 | Cuenca    |                                                                    |
| 1988-1990 | Central telefónica                                                                 | Mérida    |                                                                    |
| 1986-1992 | Nuevo Ayuntamiento de Parla                                                        | Madrid    | 003.500m2                                                          |
| 1987-1989 | Empresa Nacional de Residuos Radioactivos, ENRESA                                  | Madrid    | 008.000m2                                                          |
| 1987-2000 | Rehabilitación y ampliación de la Biblioteca Nacional                              | Madrid    | 064.000m2                                                          |
| 1989-1995 | Centro de alto rendimiento deportivo de Sierra Nevada                              | Granada   | 020.000m2                                                          |
| 1989-1999 | Rehabilitación de la Residencia de Estudiantes                                     | Madrid    | Rehabilitación de los edificios Gemelos, Central y Transatlántico. |
| 1990      | Centro de alto rendimiento y escuela de vela de Santander                          | Santander | 002.350m2                                                          |
| 1990-1995 | Edificio de oficinas y centro de cálculo de Caja Madrid                            | Madrid    | -                                                                  |
| 1990-1993 | Sede social de Red Eléctrica de España                                             | Madrid    | 025.000m2                                                          |
| 1991-1993 | Pabellón de congresos y exposiciones de la Feria de muestras de Gijón              | Gijón     | 004.500m2                                                          |
| 1991-1995 | Junta del puerto de Santander, edificio Sotoliva                                   | Santander | 007.000m2                                                          |
| 1994-1998 | Conjunto de viviendas de protección oficial en Tetuán                              | Madrid    | 025.000m2                                                          |
| 1996      | Sede de la Excelentísima Diputación Provincial de Badajoz                          | Badajoz   | -                                                                  |
| 1997      | Facultad de Ciencias del Deporte de la Universidad de Extremadura                  | Cáceres   | -                                                                  |
| 1997      | Escuela de Ingenieros Industriales de Badajoz, Universidad de Extremadura          | Badajoz   | 012.000m2                                                          |
| 1997      | Edificio de servicios múltiples del campus universitario de Cáceres                | Cáceres   | 002.500m2                                                          |
| 1997      | Aparcamiento elevado del Aeropuerto de Barcelona                                   | Barcelona | (proyecto)                                                         |
| 1998      | Ordenación del frente marítimo de Santander                                        | Santander | 200.000m2                                                          |
| 1998      | Manual de implantación y explotación de residencias asistidas para la tercera edad | Madrid    | -                                                                  |
| 2000      | Conjunto residencial Corintia y el Mirador de Madrid. PAU de Carabanchel           | Madrid    | 042.000m2                                                          |